# Tapinoma krakatauae
Tapinoma krakatauae is een mierensoort uit de onderfamilie van de Dolichoderinae. De wetenschappelijke naam van de soort is voor het eerst geldig gepubliceerd in 1924 door Wheeler, W.M..